# 内特·赫夫曼
内特·托馬斯·赫夫曼（英語：Nate Thomas Huffman，1975年4月2日—2015年10月15日），美国NBA联盟前职业篮球运动员。